# Nationalstraße 1 (Belgien)
Die N1 ist eine belgische Nationalstraße und führt von der belgischen Hauptstadt Brüssel über Antwerpen zur niederländischen Grenze bei Zundert, wo sie in die niederländische N263 Richtung Breda übergeht. Sie gehört, wie alle einstelligen Nationalstraßen, zu den längsten Nationalstraßen Belgiens, die sternförmig von Brüssel aus bis zu den Grenzen bzw. zum Meer verlaufen. Sie wurde 1811 als Teil der Route impériale 2 von Paris nach Amsterdam errichtet.
Sie verläuft über weite Strecken parallel zur Autobahn A1 Brüssel - Antwerpen - Breda und kreuzt diese mehrere Male. Die A1 ist eine schnelle Alternative zur N1.

## Verlauf
Die Straße beginnt im Brüsseler Stadtteil Laken und führt dann Richtung Norden nach Antwerpen. Die Straße führt direkt ins Stadtzentrum und dann weiter Richtung Nordosten, zur niederländischen Grenze und führt dann weiter nach Breda.